# Obština Samuil
Obština Samuil (bulharsky Община Самуил) je bulharská jednotka územní samosprávy v Razgradské oblasti. Leží ve středním Bulharsku ve vysočinách Dolnodunajské nížiny. Sídlem obštiny je ves Samuil, kromě ní zahrnuje obština 13 vesnic. Žije zde přes 6 tisíc stálých obyvatel.

## Sídla
| - Bogdanci - Bogomilci - Goljam Izvor - Goljama Voda - Chărsovo | - Chuma - Kara Michal - Krivica - Nožarovo - Pčelina | - Samuil (sídlo správy) - Vladimirovci - Zdravec - Željazkovec |

## Sousední obštiny
| Růžice kompasu |         | Isperich       |           | Růžice kompasu |
| Růžice kompasu | Razgrad | Sever          | Kaolinovo | Růžice kompasu |
| Růžice kompasu | Razgrad | Obština Samuil | Kaolinovo | Růžice kompasu |
| Růžice kompasu | Razgrad | Jih            | Kaolinovo | Růžice kompasu |
| Růžice kompasu | Loznica | Chitrino       | Venec     | Růžice kompasu |

## Obyvatelstvo
V obštině žije 6 514 stálých obyvatel a včetně přechodně hlášených obyvatel 11 781. Podle sčítáni 1. února 2011 bylo národnostní složení následující:
- Turci: 5 337 (81.0 %)
- Bulhaři: 769 (11.7 %)
- Romové: 346 (5.2 %)
- ostatní: 140 (2.1 %)